# Monica Harrison
Monica Harrison (Redcliffe Square, Londres, 1897 – Limpsfield, Surrey, 8 de desembre, 1983), va ser una mezzosoprano anglesa i la tercera d'una nissaga de quatre germanes que van ser músics clàssics respectades a la Gran Bretanya a principis del segle xx. Totes havien començat com a infants prodigis.
Les seves germanes, May (1890-1959) i Margaret (1899-1995), es van convertir en violinistes, mentre que la segona germana gran Beatrice (1892-1965) es va convertir en violoncel·lista. Les quatre també eren pianistes talentosos. Musicalment, May es va fer coneguda per les seves interpretacions de les obres per a violí de Bach, Brahms i Delius, mentre que Beatrice va ser elogiada pel rei Jordi V per les seves gravacions a l'aire lliure a la casa dels Harrison a Foyle Riding a Oxted, Surrey, d'obres per a violoncel barrejades amb cançons de rossinyol.

Segons Katrina Fountain, que va escriure un esbós biogràfic de les germanes Harrison:
| « | "Per molt que admirem els solistes d'avui, les coses mai seran iguals que durant la vida de la família Harrison. Van dedicar la seva vida a la causa de la música, obrint el camí a una generació de dones músics. Es van guanyar el respecte dels principals compositors i intèrprets de la seva època i van establir un precedent musical en la història de la música anglesa." | » |

## Anys de formació
Nascuda a Redcliffe Square, Londres el 1897, Monica Harrison era la tercera filla del coronel John Harrison, un flautista aficionat que havia rebut el comandament de la "Royal Engineers Band" a Chatham, Anglaterra el 1892. La seva mare, una cantant, havia estudiat amb Henschel i Garcia al Royal College of Music de Londres, i les seves germanes grans havien començat a mostrar el seu talent com a prodigis musicals quan el 1899 va néixer a Chatham la germana més jove de Harrison, Margaret.

May Harrison, la més gran de les filles Harrison, havia començat els estudis de violí el 1892 a l'edat de dos anys i va ser admesa al Royal College of Music el 1901; la Beatrice la va seguir a la RCM dos anys més tard. L'any 1904, la "nadó" del quartet, Margaret, es va convertir llavors en l'estudiant més jove acceptada a la RCM quan tenia cinc anys. La Monica, però, va optar per utilitzar la seva veu com a vehicle de la seva musicalitat, una decisió basada en les difícils circumstàncies del seu naixement, segons Fountain:
| « | "Monica... la menys coneguda de la família, també tenia talent musical, però no tenia la força física de les seves germanes. El seu naixement prematur havia provocat tendons defectuosos en els braços i les cames, i també va patir una mala salut gran part de la seva vida." | » |

S'ha informat que un accident infantil també va limitar les seves oportunitats educatives i de rendiment. Com a resultat, quan els seus pares van determinar que estava preparada per seguir un entrenament vocal més avançat, Monica Harrison va iniciar estudis amb Victor Beigel.
De 1901 a 1920, Monica Harrison i les seves germanes van ser criades a Cornwall Gardens (amb l'excepció d'una breu interrupció el 1908). Les seves germanes, May i Beatrice, havien estat prèviament admeses a la universitat, respectivament, el 1901 i el 1903.
El 1908, la major part de la família Harrison es va traslladar a Berlín, Alemanya, on Beatrice Harrison va començar els estudis a la "Hochschule für Musik". Després que ella es va instal·lar, Margaret i May Harrison van marxar de Berlín aquell mateix any amb la seva mare cap a Sant Petersburg, Rússia, on Margaret va estudiar amb Joanes Nalbandian i May va estudiar amb Leopold Auer abans de fer el seu debut europeu el 1909.
Durant la següent dècada, May i Beatrice Harrison van augmentar la seva fama amb prop de 60 interpretacions del doble concert per a violí i violoncel de Brahms sota la batuta d'Alexander Glazunov, Sir Thomas Beecham. Inspirat per una de les seves actuacions de 1914, Frederick Delius va tornar a casa per escriure el seu propi Concert doble, que després va dedicar a les germanes Harrison i que, al seu torn, van interpretar el 1920.

Segons Margaret Harrison:
| « | "A tots ens agrada molt Delius. El coneixíem des dels primers anys de la guerra, i aquest era el veritable Delius. La nostra amistat va començar realment quan va escriure el Doble Concert, però May tocava la Sonata núm. 1 amb Hamilton Harty a l'Aeolian Hall" de Londres, 16 de juny de 1915, fins i tot abans que coneguéssim bé a Delius... Tant May com a mi m'encanten la Sonata núm. 1. La vaig tocar molt. Vaig tocar tant la Primera com la Segona Sonates a Delius que semblava gaudir-ne. Sempre elogiava quan un tocava, era molt bo en això. May i Beatrice van anar a Grez --on residia Delius-- abans que jo. Quan hi anàvem, sempre interpretaven a Delius... May va anar molt a Grez, sobretot més tard quan estaven assajant la Tercera Sonata que Delius va escriure per a ella." | » |

El 1922, Monica Harrison es va traslladar amb la seva família a Foyle Riding a prop d'Oxted i Limpsfield, Surrey. Segons Candlin, "El seu jardí va ser l'escenari de moltes festes socials benèfiques al jardí i va rebre visitants d'arreu del món per veure El jardí dels rossinyols" (el lloc on la germana de Margaret, Beatrice, va fer les seves famoses gravacions de música de violoncel amb acompanyament de rossinyols)." Dos anys més tard, Monica Harrison finalment va fer el seu propi debut musical.
A mitjans de la dècada de 1930, les germanes Harrison van patir múltiples pèrdues amb la mort de la seva mare el 1934 i, el juny d'aquell mateix any, també morí el compositor Delius. El seu pare, que també havia estat en declivi de salut, també va morir poc temps després.
El març de 1937, Sevenoaks Chronicle i Kentish Advertiser van informar que "la senyoreta Monica Harrison va cantar dos grups de cançons delicioses" en un concert en què també van actuar les seves germanes, Beatrice i Margaret.
Entre els amics i col·legues fets per les germanes a la comunitat musical es trobaven: Eugen d'Albert, Sir Arnold Bax, Pau Casals, Sir Edward Elgar, John Ireland, Fritz Kreisler, Zoltán Kodály, Dame Nellie Melba, Ernest John Moeran, Oskar Nedbal, Arthur Nikisch, Roger Quilter, Sergei Rachmaningoff i Felix Wermaninart. El seu cercle també incloïa persones políticament ben connectades, com Eleanor Roosevelt i la princesa Victòria, la filla del rei Eduard VII i la reina Alexandra, així com George Bernard Shaw i altres artistes i escriptors.

## Mort i enterrament
Precedida a la mort per la seva germana, May, a Anglaterra el 8 de juny de 1959, Monica Harrison va continuar residint amb les seves germanes, Beatrice i Margaret, a Limpsfield, Surrey. Beatrice Harrison també va morir el 10 de març de 1965. Mònica i Margaret van continuar vivint juntes durant més de dues dècades, fins que la Mònica va morir el 8 de desembre de 1983. Aleshores Margaret també va morir la nit de Nadal de 1995.
Les quatre germanes Harrison, que mai s'havien casat, van ser enterrades al cementiri de St. Peter Churchyard a Limpsfield.

Segons Fountain, la seva mare també havia estat sepultada al mateix cementiri l'any 1934. Delius també descansa a prop. 
| « | “A la seva mort el juny de 1934, Delius va ser enterrat a Grez-sur-Loing, però una vegada li havia dit a la senyora Harrison que li agradaria ser enterrat al cementiri anglès. La mateixa senyora Harrison va morir a principis d'aquell mateix any (i el seu pare, que ja estava malalt, va morir poc després), però les germanes, després de consultar Jelka Delius, van fer que aquest desig es complís, i el maig de 1935 el seu cos [de Delius] va ser exhumat i portat a Anglaterra per ser enterrat al cementiri de Limpsfield, a prop del cementiri de la mare de Harrison." | » |